# Tripa de Aveiro
As tripas de Aveiro ou tripas doces, conhecidas localmente como tripas, são uma especialidade da doçaria portuguesa, típica da região de Aveiro e mais concretamente da Costa Nova. As tripas consistem numa massa à base de farinha, com ou sem produtos de origem animal, que posteriormente é levemente cozida numa máquina, distinguindo-se da receita mais antiga da bolacha americana. 

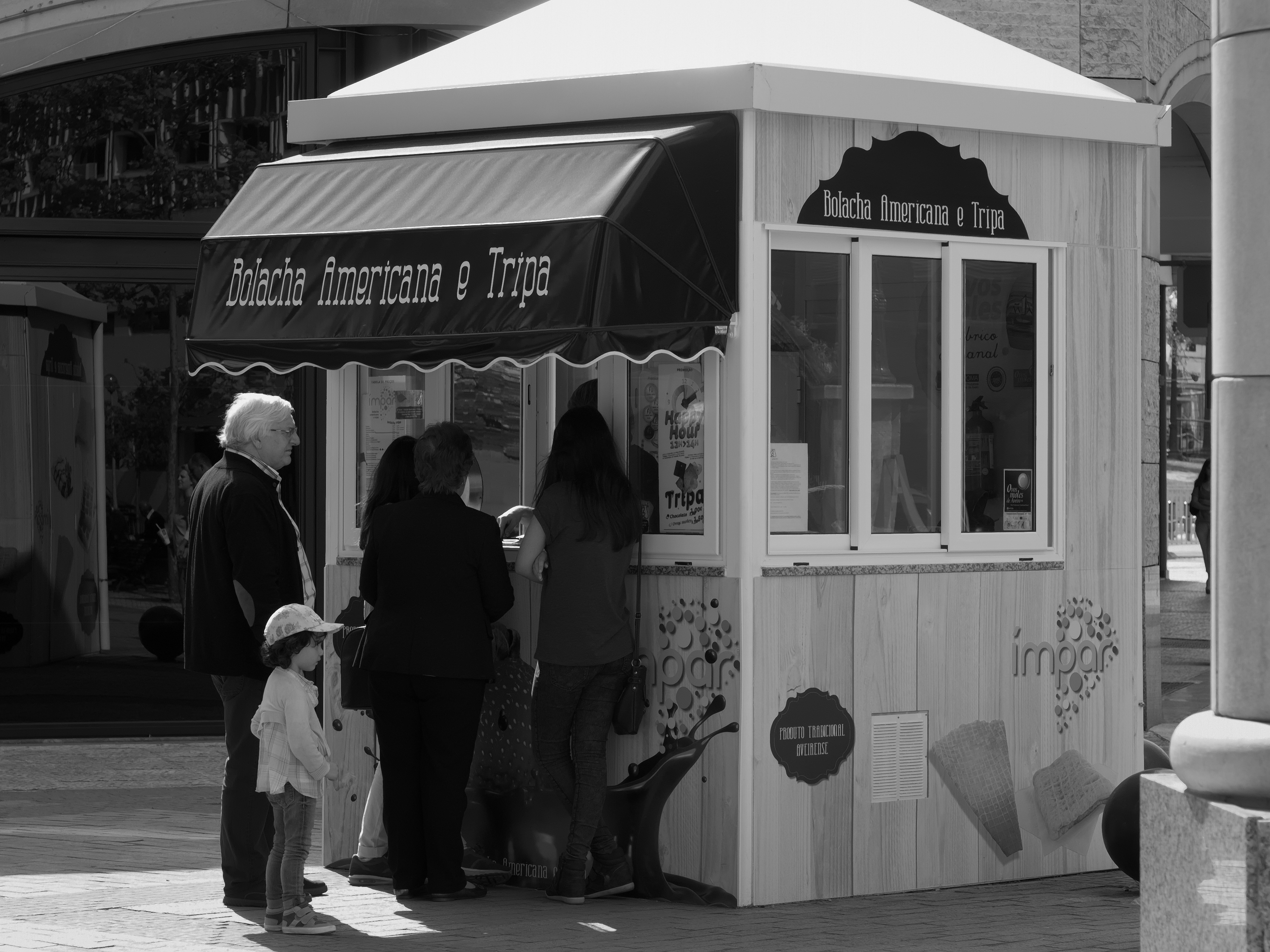
Barraca de venda de Bolacha Americana e Tripa, na cidade de Aveiro

Tradicionalmente, é servida quente e num guardanapo, simples ou recheada com chocolate ou os tradicionais ovos moles, e polvilhada com canela. Atualmente, é presença comum em barraquinhas na zona nas praias e centros comerciais de Aveiro e em cafés no centro da cidade, chegando a ser comercializada em estabelecimentos em outras cidades de Portugal ou no estrangeiro. 

## História
A criação da tripa é atribuída a José Oliveira, posteriormente conhecido como "Zé da Tripa" e dono dos estabelecimentos homónimos.  José Oliveira relata que a tripa original foi feita a pedido de uma cliente, que pediu que a massa da bolacha americana fosse cozinhada durante menos tempo que o habitual. A designação "tripa" surgiu com a reação de crianças, que ao brincarem com o doce, compararam a sua forma e textura com a tripa de um animal.